# Liste des réalisations de la Maison Lorin dans l'agglomération de Chartres
Sur le territoire de la communauté d'agglomération Chartres Métropole, 59 communes sur 66 possèdent des œuvres réalisées par la Maison Lorin. La plupart ornent des églises, mais certaines d'entre elles sont également présentes dans des propriétés privées ou des châteaux.

## Liste (hors ville de Chartres)
| Site | Commune                | Département  | Région              | Dates                    | Nombre de verrières | Commentaires                                             | Numéros de baies                           | Wikimedia Commons Base Palissy Sites externes                           |
| --- | ---------------------- | ------------ | ------------------- | ------------------------ | ------------------- | -------------------------------------------------------- | ------------------------------------------ | ----------------------------------------------------------------------- |
| |                        | Eure-et-Loir | Centre-Val de Loire |                          |                     |                                                          |                                            |                                                                         |
| Église Saint-Étienne | Bailleau-l'Évêque      | Eure-et-Loir | Centre-Val de Loire | 1882, 1889, 1902         | 3                   | Lorin (1882-1889), Ch. Lorin (1902)                      | 1, 9, 14                                   | Photos sur Commons                                                      |
| Église Saint-Jacques | Barjouville            | Eure-et-Loir | Centre-Val de Loire | 1873                     | 3                   | Lorin (2 signatures)                                     | 0 à 2                                      | Photos sur Commons                                                      |
| Église Saint-Sulpice | Boncé                  | Eure-et-Loir | Centre-Val de Loire | 1927                     | 3                   | Charles Lorin (2 signatures) Lorin (1 signature)         |                                            | Photos sur Commons                                                      |
| Église Notre-Dame | Dammarie               | Eure-et-Loir | Centre-Val de Loire |                          | 1                   | Représentations de Notre-Dame et sainte Anne             |                                            |                                                                         |
| Église Saint-Laumer | Luisant                | Eure-et-Loir | Centre-Val de Loire | 1877 à 1881 1929 à 1933  | 11                  | Dont un vitrail du souvenir                              |                                            | Entre Patrimoine et Nature Les monuments aux morts Lorin Charles et Cie |
| Église Saint-Hilaire | Mainvilliers           | Eure-et-Loir | Centre-Val de Loire | 1893, 1929-1930, 1956    | 8                   | Dont 2 restaurations par Charles Lorin                   | 1, 2, 4 à 6, 8, 11, 13                     | Photos sur Commons Notice no PM28000726                                 |
| Église Saint-Germain | Morancez               | Eure-et-Loir | Centre-Val de Loire | 1872, 1889, 1891, 1894   | 9                   | Lorin (signatures), vitraux non figuratifs               | 0, 3, 7, 6 et 11                           | Photos sur Commons                                                      |
| Église Saint-Pierre-et-Saint-Paul | Nogent-le-Phaye        | Eure-et-Loir | Centre-Val de Loire | 1919, 1929, 192X         | 4                   | Charles Lorin, dont un vitrail du souvenir               |                                            | Photos sur Commons                                                      |
| Église Saint-Denis | Prunay-le-Gillon       | Eure-et-Loir | Centre-Val de Loire | 1911, 1934               | 9                   | Charles Lorin, Charles Lorin et Cie                      |                                            | Photos sur Commons                                                      |
| Église Saint-Georges | Saint-Georges-sur-Eure | Eure-et-Loir | Centre-Val de Loire | 1893, 1930, 1936 et 1950 | 9                   | Dont 1930 : baie 14 en collaboration avec Gabriel Loire  | 1, 3, 5, 7 à 11, 14                        | Photos sur Commons                                                      |
| Église Saint-Germain | Sours                  | Eure-et-Loir | Centre-Val de Loire | 19XX 2016-2020           | 7 8                 | Dont création de 4 baies du chœur Restauration des baies | 1 à 4, 6 à 7, 9 1, 3, 7, 9, 11, 13, 15, 17 |                                                                         |
| Église Saint-Victor | Ver-lès-Chartres       | Eure-et-Loir | Centre-Val de Loire |                          | 5                   | Verrières de l'abside                                    |                                            |                                                                         |
| Allonnes, Amilly, Berchères-la-Maingot, Berchères-les-Pierres, Berchères-Saint-Germain, Boisville-la-Saint-Père, Challet, Champhol, Champseru, Chartainvilliers, Chauffours, Clévilliers, Coltainville, Corancez, Denonville, Ermenonville-la-Grande, Fontenay-sur-Eure, Francourville, Fresnay-le-Comte, Fresnay-le-Gilmert, Gasville-Oisème, Gellainville, Houville-la-Branche, Jouy, La Bourdinière-Saint-Loup (église de Saint-Loup), La Villette-Saint-Prest, Lèves, Lucé, Maintenon (église et chapelle du château), Mainvilliers (propriétés privées), Meslay-le-Grenet, Mignières, Mittainvilliers-Vérigny (château de Vérigny), Oinville-sous-Auneau, Ollé, Poisvilliers, Roinville, Saint-Aubin-des-Bois, Saint-Léger-des-Aubées, Saint-Prest, Sandarville, Santeuil, Theuville, Thivars, Umpeau, Ver-lès-Chartres (propriété privée), Vitray-en-Beauce, Voise |                        | Eure-et-Loir | Centre-Val de Loire |                          |                     |                                                          |                                            | Inventaire collaboratif de la Maison Lorin                              |